# النجادة
النجادة أو منظمة النجادة الفلسطينية هي حركة كشافة عربية فلسطينية شبه عسكرية تشكلت في يافا، فلسطين الانتدابية في 8 ديسمبر 1945. وترأس التنظيم محمد نمر الهواري قائداً عاماً (الهواري خدم في إدارة الانتداب البريطاني) ورشاد الدباغ أميناً عاماً. كان مقر النجادة في محطة قطار شارع يافا. كان معظم ضباطها من العرب الذين خدموا في الجيش البريطاني. خلال الفترة التي سبقت حرب 1948، كان عدد أعضائها بين 2000 إلى 3000 لكن المنظمة كانت تفتقر إلى السلاح. أدت الثورة الفلسطينية العربية 1936-1939 إلى اختلال توازن القوى بين المجتمع اليهودي والمجتمع العربي، حيث تم نزع سلاح الأخير بشكل كبير. قدّر البريطانيون قوة النجادة بـ 8000 بحلول منتصف عام 1946.
نص الإعلان الافتتاحي يوم 8 ديسمبر المنشور في صحيفة الدفاع على ما يلي:
1). النجادة مؤسسة وطنية هدفها توحيد الشباب والالتفاف، لإثارة الوعي الوطني بينهم، وتدريبهم على الطاعة والانضباط، وربط فلسطين بالدول الشقيقة برباط. وحدة تضمن للعرب حياة كريمة وكاملة بين أمم المعمورة، وهم من جانبهم ينشرون رسالة العروبة والحرية والأخوة والمساواة.
2). وتعتبر النجادة فلسطين دولة عربية تتمتع بالحقوق وتتقاسم المسؤولية مع باقي الدول العربية.
3). تعتبر النجادة الحركة الصهيونية من أبشع الجرائم التي عرفها التاريخ، إذ ترى أنها تقوم على مبدأ العدوان، والجريمة ضد الإنسانية جمعاء.
4). النجادة تحظر وتمنع التعصب الجهوي والتعصب القبلي والأيديولوجي.
كان للنجادة 11 فرعاً: يافا، المقر الرئيسي، وحيفا، وعكا، ونابلس، وبئر السبع، وطبريا، والقدس طولكرم، وغزة ، والمجدل والناصرة. تم تقسيم كل فرع إلى سرايا قوات ودوريات. كانت النجادة نشطة بشكل خاص في جنوب فلسطين. وقد تعهدت بمساعدة المجتمع الفلسطيني من خلال تحسين "المعايير التربوية والأخلاقية" للشباب العربي". تألف التدريب في النجادة من: الحفر والتدريب البدني والتدريب العسكري الابتدائي (خاصة الرماية بالبنادق) ومحاضرات التلقين العقائدي حول الأيديولوجية القومية العربية. حاول الهواري أن يصمم النجادة على غرار الهاجاناه، لكن نشاطه الأساسي في الممارسة كان يتمثل في المسيرات الصاخبة في ساحات البلدة. كان هناك القليل من النشاط العسكري، إن وجد على الإطلاق. كان يُنظر إلى النجادة مع "شباب الفتوة" على أنهما نواة محتملة لمنظمة شبه عسكرية عربية فلسطينية منضبطة.

## أفول النجادة
بعد ظهور القوة المنظمة في استعراض النجادة في يافا ربيع عام 1946، أصرّ جمال الحسيني على أن تصبح النجادة تحت السيطرة المباشرة للحزب العربي الفلسطيني، إلا أن منظمة النجادة لم توافق على ذلك وأصرت بأنها مستقلة لا حزبية ولا طائفية ولا عائلية.
إثر ذلك أسس جمال الحسيني منظمة الفتوة في القدس في خريف 1946 وأتبعها للحزب العربي وهو أقوى حزب في البلاد. وتسببت هذه الخطوة بضعف واضمحلال النجادة. ومع احتدام الخلاف مع الفتوة أصدر المفتي الحاج أمين أمر بتشكيل لجنة تحقيق من ثلاثة أشخاص في أكتوبر 1946 تكونت من رفيق التميمي (رئيسها) وإميل الغوري (وهما من الحزب العربي) والهواري؛  وقدم التميمي بعد ذلك تقريراً بتعذر الاندماج لأسباب قانونية ومالية وإدارية. وأوضحت النجادة بأنه صدر قانون جديد في فلسطين في 1946/03/24 يُلزم كل جمعية لها زي رسمي مراجعة دائرة الحاكم واستخراج إذن بارتداء الزي. امتنعت النجادة عن التقيد بهذا القانون على أساس أن تأسيسها سبق القانون وهو موافق عليه من حكومة الانتداب فإذا ما تألفت منظمة جديدة باسم آخر غير النجادة فعليها أن تتقيد بالقانون الجديد وهذا غير مناسب. لهذا اقترحت النجادة ان يبقى اسمها اسما للمنظمة الجديدة المقترحة.
اقترح التميمي بقاء النجادة والفتوة على حالهما فيما قرر المفتي توحيد المنظمتين تحت اسم "منظمة الشباب العربي" وعين لقيادتها الضابط المصري محمود لبيب. إلا أن المنظمة الجديدة كانت ضعيفة لأسباب منها:
- عدم وجود الدعم الكافي من الهيئة العربية العليا
- تناحر النجادة والفتوة أدى الى ضعف القاعدة الشعبية للمنظمة الجديدة وعدم انتساب الشباب وانقطعت التبرعات والاشتراكات
- قام الانتداب بابعاد محمود لبيب[9]

خلال الفترة التي سبقت حرب التطهير العرقي لفلسطين 1947–48، كان الهواري يقود المليشيا المحلية في الدفاع عن يافا حتى فر إلى رام الله في أواخر ديسمبر 1947. كان الهواري قد التقى عرزا دانين في اتفاقية يافا. غادر إلى مصر حيث منع أمين الحسيني عودته ثم سيطر على يافا. ومع ذلك، فقد اختفت قوة تنظيم النجادة ودخلت القيادة العربية الفلسطينية حرب فلسطين عام 1948 دون وجود ميليشيا وطنية.

## المعلومات الكاملة للمراجع
- - Yoav Gelber (2006) Palestine 1948, Sussex Academic Press, (ردمك 978-1-84519-075-0)
  - Issa Khalaf (1991) Politics in Palestine: Arab Factionalism and Social Disintegration, 1939-1948 SUNY Press (ردمك 0-7914-0707-1)
  - Haim Levenberg (1993) "Military preparations of the Arab community in Palestine, 1945-1948: 1945-1948" Routledge (ردمك 0-7146-3439-5)
  - Benny Morris (2004) Birth of the Palestinian Refugee Problem Revisited, Cambridge University Press, (ردمك 0-521-00967-7)
  - Morris، Benny (2008). 1948 : a history of the first Arab-Israeli war. New Haven: Yale University Press. ISBN:978-0-300-12696-9.
  - Ilan Pappé (1992) The Making of the Arab-Israeli Conflict 1947-1951, I B Tauris, (ردمك 1-85043-819-6)
  - Ted Swedenburg (1988) The Role of the Palestinian Peasantry in the Great Revolt 1936 - 1939. in Islam, Politics, and Social Movements, edited by Edmund Burke III and Ira Lapidus. Berkeley: University of California Press. (ردمك 0-520-06868-8) pp 189–194 & Marvin E. Gettleman, Stuart Schaar (2003) The Middle East and Islamic world reader, Grove Press, (ردمك 0-8021-3936-1) pp 177–181